# Famille d'Audiffret
Pour les articles homonymes, voir d'Audiffret.
La famille d'Audiffret olim Audiffret est une  famille subsistante de la noblesse française  originaire de la vallée de Barcelonnette entre le Dauphiné et la Provence. Elle fut maintenue de noblesse d'extraction à quatre reprises entre 1669 et 1824 avec une filiation prouvée remontant à 1390. 
Gaston d'Audiffret (1823-1905), adopté par son grand-oncle, Étienne-Denis Pasquier, préfet de police de Paris en 1811 et chancelier de France en 1837, duc Pasquier en 1844 avec autorisation de réversion du titre à son petit-neveu, est confirmé duc d'Audiffret-Pasquier en 1862.

## Histoire
Gustave Chaix d'Est-Ange écrit que cette famille est originaire de la vallée de Barcelonnette et indique que la généalogie de cette famille a fait l'objet de contestations. Il fait débuter la filiation en 1390 avec Constantin Audifret, gouverneur du fort Jauzier et mentionne que Jean-François Audiffret fut admis en 1463 dans l'ordre du Croissant qui était réservé aux nobles,.
Il ajoute : « Barcilon, d'ordinaire si sévère, affirme qu'au XVe siècle elle était comprise au nombre des familles les plus nobles de sa région. On peut considérer la filiation de la famille d'Audiffret comme à peu près établie depuis Constantin Audifret, mentionné plus haut, qui était en 1390 gouverneur du fort Jauzier. Il fut père de Jean-François Audiffret qui lui succéda dans le gouvernement du fort Jauzier et qui fit son testament en 1446 et probablement aussi d'André d'Audiffret, évêque de Sisteron en 1420, décédé en 1442. Marcellin Audiffret, fils de Jean-François, fut admis en 1463 dans l'ordre du Croissant réservé à la seule noblesse »,.
D'autres sources remontent également la généalogie à l'année 1390 mais aucune source indépendante de cette famille ne remonte antérieurement à cette date,,,.
Gustave Chaix d'Est-Ange ajoute que cette famille s'est divisée en plusieurs branches et rameaux, à savoir : 
- La branche aînée qui s'est divisée en trois rameaux : 
  - Le premier rameau obtint en 1775 un jugement du Sénat de Savoie établissant sa filiation depuis 1390
  - Le deuxième rameau s'abstint de porter des qualifications nobiliaires durant plusieurs générations eu égard à la situation modeste de ses membres. Toutefois l'un d'eux fut confirmé dans sa noblesse en 1824.
  - Le troisième rameau n'a pas été maintenu noble durant les grandes recherches (1666-1727) écrit Gustave Chaix d'Est-Ange[1], toutefois deux autres sources indiquent deux maintenues en la noblesse[5],[8]. À ce rameau appartient Gaston d'Audiffret qui fut adopté par son grand-oncle, Étienne-Denis Pasquier, et substitué en 1844 au titre de ce dernier de duc Pasquier, puis confirmé duc d'Audiffret-Pasquier en 1863, d'où descendance actuelle des ducs d'Audiffret-Pasquier
- La seconde branche se dispersa dans la vallée de Barcelonnette, le comté de Nice et le Piémont
- La troisième branche ne retrouva pas la noblesse à la suite de la dérogeance de son premier auteur
- La quatrième branche se fixa à Manosque avec Jean-Gaspard d'Audiffret qui était marchand et qui se maria en 1528[1]. Elle se divisa en deux rameaux :
  - Le premier rameau se fit maintenir noble en 1669 sur preuves de 1528 et fut à nouveau maintenu noble en 1710
  - Le deuxième rameau fit enregistrer ses titres de noblesse au Conseil supérieur de la Martinique en 1741

## Personnalités
- Gaston d'Audiffret (1787-1878), pair de France (1837-1848), sénateur (1852-1870)
- Gaston d'Audiffret-Pasquier (1823-1905), duc d'Audiffret-Pasquier (1863-1905), sénateur inamovible (1873-1905), président de l'Assemblée nationale (1875-1876), président du Sénat (1876-1879)
- Étienne d'Audiffret-Pasquier (1882-1957), maire, conseiller général, député (1919-1942)

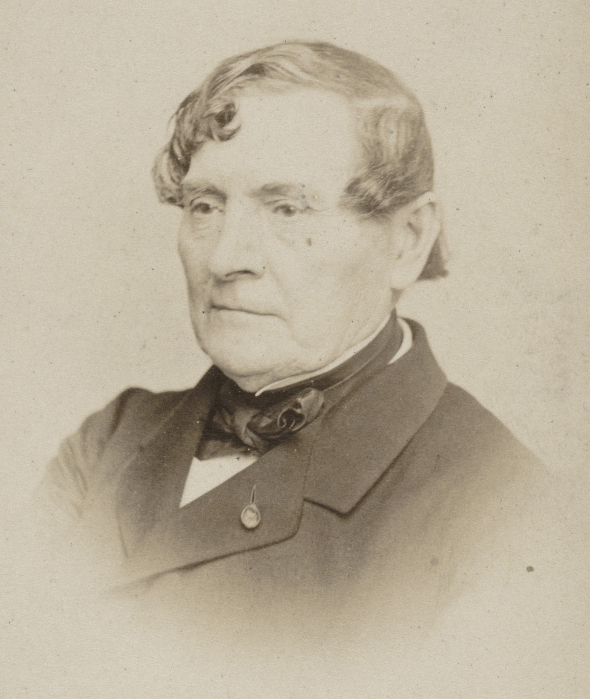
Gaston d'Audiffret (1787-1878)
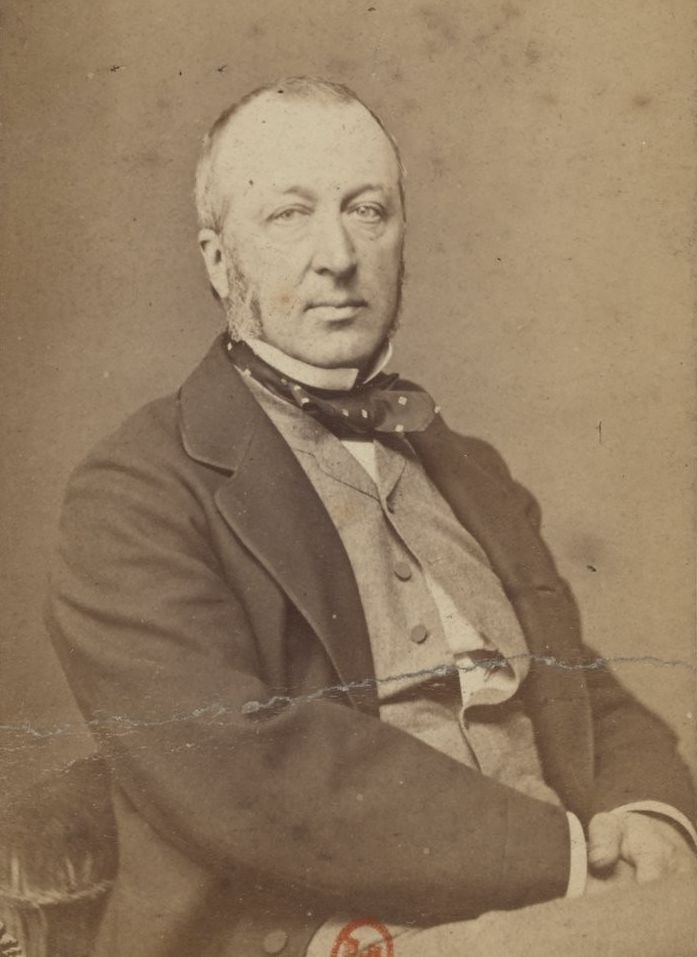
Gaston d'Audiffret-Pasquier (1823-1905)
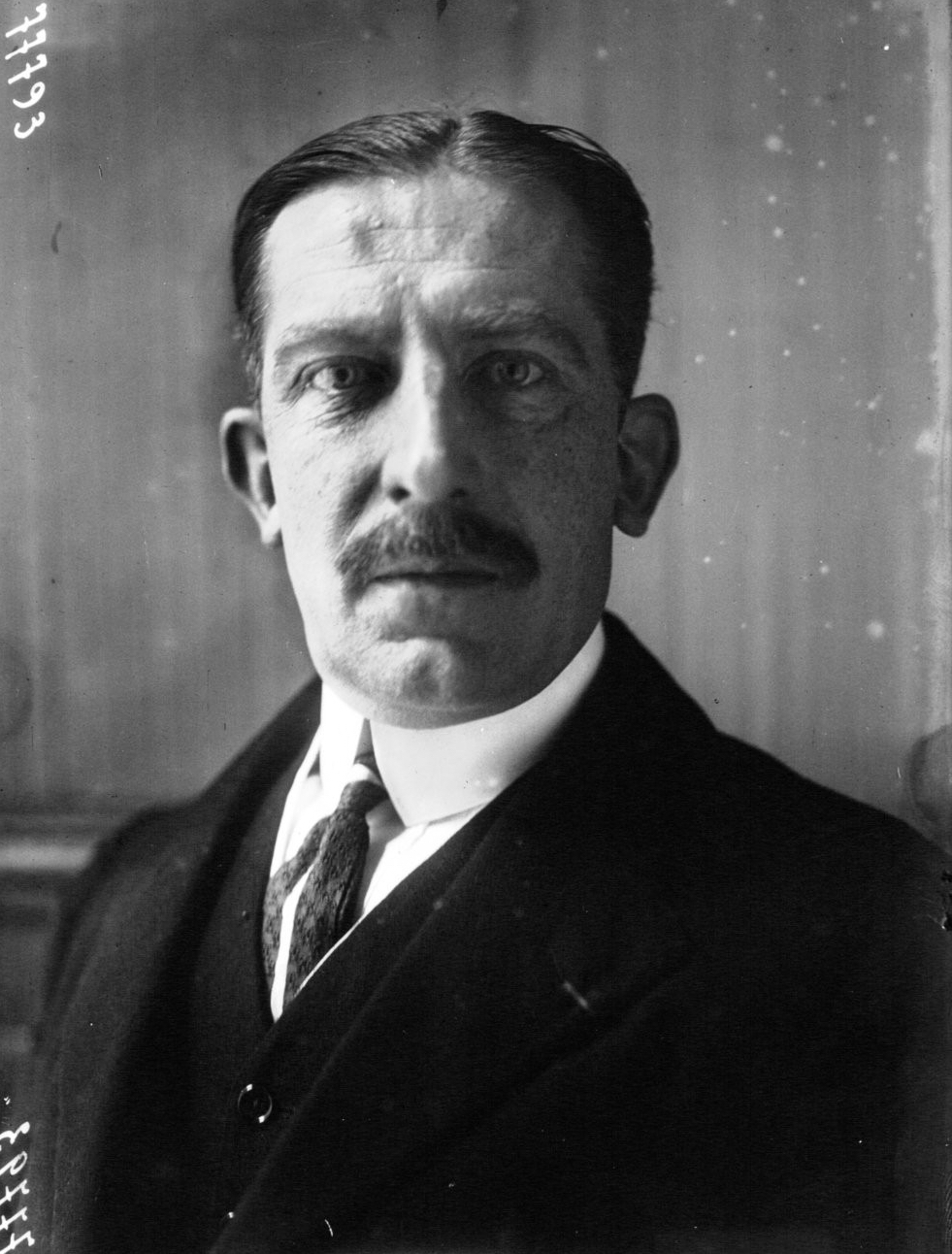
Étienne d'Audiffret-Pasquier (1882-1957)

## Alliances
Les principales alliances de la famille d'Audiffret sont : de Caire de Lauzet (1655), Croti-Impériale, de Fortis, d'Hugues (1637), de Foresta (1674), de Vissec de Latude (1706), Pasquier (1820), Portal (1823), de Coral, du Maisniel, de Lesguern, de Vassinhac d'Imécourt, de Néverlée, de Bausset, d'Albertas, de Castellane, de Sebastiane, Desvergers de Sannois, de Brunet, de Montgrand, Bourguignon de la Mure, de Lastic Saint Jal (1945).

## Armes, titres
- D'or, au chevron d'azur chargé de cinq étoiles d'or et accompagné en pointe d'une montagne de trois coupeaux de sable, celui du milieu surmonté d'un faucon du même, la tête contournée et la patte dextre levée ; à la bordure componée d'or et de sable de vingt-huit pièces.[9],[10]
- L'écu de forme ovale, orné de branches de laurier et d'olivier de sinople[1]
- Couronne de comte, surmontée d'un fer de flèche d'or[1]
- Couronne de duc (depuis 1844)[réf. nécessaire]
- Supports : deux faucons[1]
- La branche des ducs d'Audiffret-Pasquier écartèle ses armes avec celles de la famille Pasquier : De gueules au chevron d'or accompagné en chef de deux croissants d'argent et en pointe d'un buste de licorne de même, couronne ducale et manteau de pair de France
- Titres : comte et marquis d'Audiffret, duc d'Audiffret-Pasquier (1863)